# Gómez Díaz de la Reguera
Gómez Díaz de la Reguera  (Astorga, Corona de Castilla, 1508 - Alcaldía mayor de Sonsonate, Reino de Guatemala, 1588) fue un hijosdalgo que participó en la conquista de lo que hoy es Guatemala, que tuvo cargos concejiles en la villa de San Salvador, y que tuvo encomiendas y tierras (principalmente de cacao) en el actual territorio de salvadoreño, con las que se convirtió en uno de los más acaudalados encomenderos y comerciantes de la entonces Alcaldía mayor de Sonsonate, donde además sería parte fundamental de las intrigas de la sociedad hispana de las ahora Guatemala y El Salvador.

## Biografía
Gómez Díaz de la Reguera nació en la población de Astorga en 1508 como hijo de Bernal Gómez de la Reguera e Inés Díaz y Ros de Dos Barrios; siendo desde su nacimiento un hijosdalgo de solar reconocido. Varios años después se embarcaría al continente americano, en donde se avecindaría a fines de la década de 1520s en la ciudad de Santiago de Guatemala.
En 1534 se trasladó a la villa de San Salvador, donde se casaría con Isabel de Cotilla (quien era hija del conquistador y fundador de la villa Gaspar de Cepeda), con quien engendraría seis hijos, dos varones (Juan y Gaspar de Cepeda) y cuatro mujeres (que también se apellidarían Cepeda). También tendría una hija nacida fuera de matrimonio, que sería fruto de una relación con una indígena; y quien le ocasionaría por 1557 pleito con el obispo de Guatemala Francisco Marroquin, al intentar está casarse clandestinamente con Diego de Castro y luego al intentar huir de la ciudad con la ayuda del obispo, por lo que Gómez ocupó su influencia para movilizar a personas hacia la Catedral (donde se encontraban su hija y el obispo), donde el oidor de la real audiencia guatemalteca Antonio Mejía otorgó el permiso para que Gaspar de Cepeda (que se encontraba en Santiago de Guatemala para ese momento) le pusiera cerco a la Catedral, por lo que el obispo mandó abrir las puertas de la Catedral para que se llevasen a la hija de Gómez.
Pará el año de 1548 era encomendero de la mitad de Nahulingo, una de las encomiendas más ricas (debido a su cultivo de cacao), y que por lo tanto generaba más ganancias, en el Reino de Guatemala. Para la década de 1550s tenía además las encomiendas de la mitad de Quiahuystlan (en la provincia de Guatemala) y la mitad de Cuzcatlán (actualmente Antiguo Cuscatlán, en la provincia de San Salvador); asimismo, para esa década era uno de los encomenderos más ricos en el territorio de la Real Audiencia de Guatemala, con una ganancia de mil quinientos pesos de oro al año.
En 1554 sería uno de los que persiguieron al rebelde Juan Gaitán (quién se había alzado con un grupo de entre 25 y 40 hombres en la provincia de Nicaragua, y había causado estragos en las provincias de San Miguel y Choluteca), y que posteriormente sería enviado para avisar de lo acontecido al Licenciado Alonso de Zorita (quien fungía como alcalde mayor del puerto de Acajutla). Posteriormente se desempeñaría como alférez del cabildo de San Salvador, siendo por tanto el encargado de pasear el estandarte real en las fiestas de jura del rey Felipe II.
En 1558 fallecería Gaspar de Cepeda, el cual le dejaría en su testamento sus tres encomiendas de Citalá, Nahuizalco y Guazapa; sin embargo, la real audiencia guatemalteca presidida por Juan Núñez de Landecho decidió pasar dichas poblaciones a otras personas, ya que supuestamente Cepeda no los pidió para otra vida. Debido a ello, decidió llevar en 1564 el caso ante el Consejo de Indias mediante la procuración de Alonso Meléndez, sin embargo el concejo decidió que no había lugar para lo pedido y le dio la razón a la audiencia guatemalteca. Es posible que esto le llevase a tener resentimiento con sus compañeros encomenderos, en especial a los de la ya para entonces Alcaldía mayor de Sonsonate; lo que lo llevará a  tener varios pleitos judiciales con ellos, pero sobre todo con Diego de Guzmán (quien era el encomendero de Izalco).
En 1559 partiría junto con el oidor de la real audiencia guatemalteca Pedro Ramírez de Quiñónez a librar batallas contra los lacandones. Para la década de 1560s renunciaría a sus encomiendas, quedándose únicamente con tierras y cacaotales en las cercanías de Nahulingo (que probablemente fuese la que posteriormente -en tiempos de su descendiente Juan Gómez Días de la Reguera en la segunda mitad del siglo XVII- se llamaba Hacienda San Miguel, donde se formaría la población de Nahuizalquío luego San Miguel Sonzacate); y además de otra heredad que tenía en el valle de Jalpatagua en la provincia de Guatemala.
A pesar de ya no ser encomendero mantendría su influencia y prestigio comercial, al punto de que a base de sobornos pondría de su lado a las autoridades de la villa de La Trinidad de Sonsonate en los tiempos del alcalde mayor Francisco de Magaña (primer alcalde mayor designado por el rey en dicha provincia); y más tarde, por oponerse a sus negocios, pondría denuncia del alcalde mayor Pedro Xuarez de Toledo ante el obispo Bernardino Villalpando, por lo que dicho alcalde mayor sería juzgado por delitos juzgados por la inquisición española.
El 5 de julio de 1565 el rey Felipe II le otorgó un escudo de armas para él y sus descendientes.  En 1572 se desempeñaría como uno de los alcaldes ordinarios de San Salvador, durante la cual realizó las probanzas de méritos de Pedro Cerón, Pedro Núñez de Guzmán y Luis Dubois.
Gómez Díaz de la Reguera fallecería en 1588, el 30 de marzo de ese año su hijo Gaspar de Cepeda compareció ante la real audiencia guatemalteca mencionando que su padre había fallecido y le había quedado debiendo varias sumas de dinero.